# Nykøbing Sjælland
Nykøbing Sjælland est une ville de la commune d’Odsherred sur l’île de Seeland au Danemark.